# Carol Blanche Cotton
Carol Blanche Cotton, Carol C. Bowie (Henderson, Carolina del Norte, 20 de agosto de 1904-Elyria, Ohio, 22 de noviembre de 1971) fue una psicóloga estadounidense.

## Trayectoria
Nació en la ciudad de Henderson, Carolina del Norte, hija única del reverendo John Adams Cotton, un ministro presbiteriano que fue director del Instituto Normal Henderson (1903-1943) y del Knoxville College y Maude Brooks, quien también se había graduado en el Oberlin College en 1896. La bisabuela de Cotton fue Rebecca Harris, una trabajadora doméstica en Míchigan. Después de que a la hija mayor de Harris se le negara la admisión al seminario donde Harris trabajaba debido a su etnia, ella se mudó con su esposo y sus cuatro hijos a Oberlin para que estos pudieran ir a la universidad. Rebecca Harris también fue una de las «pocas mujeres delegadas con derecho a voto en la Convención de Emigración en Cleveland de 1854».
Carol Cotton recibió su título de Grado del Oberlin College, su Máster de la Universidad de Columbia en 1927 y su Doctorado del Departamento de Psicología de la Universidad de Chicago en 1939. Fue elegida miembro de la sociedad de honor científico Sigma Xi.
Su disertación Estudio de las reacciones de los niños espásticos ante determinadas situaciones de prueba estudió el rendimiento de los niños con parálisis espástica en pruebas cognitivas en comparación con el de otros niños de características similares en cuanto a sexo, edad y edad mental. El estudio descubrió que los niños espásticos tenían respuestas diferentes en las pruebas, como «respuestas extrañas o fantásticas», más concretas que abstractas y más estereotipadas en comparación con los niños normales. La hipótesis resultante sugiere que lo más probable es que estas tendencias se deban a lesiones corticales de los niños espásticos. Sería necesario un diagnóstico neurológico para confirmar la hipótesis de este estudio.
El 9 de julio de 1943, Carol Cotton se casó con William T. Bowie en Chicago, Illinois, con quien tuvo una hija. Posteriormente se divorciarían.
Carol Cotton Bowie impartió clases en el Bennett College y en la Universidad de Tuskegee  antes de ser nombrada profesora en el Departamento de Psicología de lo que ahora es la Universidad Central de Carolina del Norte en Durham, Carolina del Norte. Se desempeñó como jefa del departamento antes de su jubilación en 1962.
Cotton también fue educadora, música y autora; escribió la letra y la música de la canción «We Are Lifting As We Climb».
En sus últimos años, vivió en Oberlin, Ohio.
Fue miembro de Alpha kappa alpha.

## Reconocimientos
- Fue elegida en 1951 miembro de la Asociación Estadounidense para el Avance de la Ciencia.[13]